# Effendi
Effendi o efendi è un titolo turco che significa, in turco ed in greco, "signore" o "maestro".

## Etimologia
Il sintagma viene dal turco Efendi, in arabo أفندي‎?, Afandi); deriva dal greco αὐθέντης (trasmesso al turco per il tramite del greco-bizantino; pronuncia: afthéndis → aféndis). Non manca un'etimologia "nazionale" che vorrebbe risalire all'antico termine turco apandi, che era un titolo di nobiltà e che sopravvive nell'antico uiguro.

## Significato
Era un titolo di rispetto o di cortesia, equivalente all'inglese sir, usato in Turchia e nelle altre province orientali che furono sotto l'influenza politica o culturale turco-ottomana. Il titolo, quando era impiegato, seguiva il nome di persona ed era generalmente attribuito ad appartenenti a professioni specialistiche e a funzionari governativi che non avessero rango superiore (per il quale si usavano altri titoli onorifici), come bey o pascià. Può anche indicare un incarico ben definito, come Hakim effendi, dato al medico capo del sultano. La forma possessiva effendim (mio signore) era (ed è ancora) usata da servitori e nelle conversazioni formali.
Nell'Impero ottomano il più comune titolo che accompagnava un nome proprio di persona, subito dopo quello di agha, era efendi. Il titolo indicava un uomo d'istruzione e d'educazione superiore alla media, di carattere non religioso ma secolare (rüşdiye), anche se in qualche caso molti Efendi avevano seguito anche corsi religiosi o erano stati insegnanti di materie religiose.

## Altri significati
Effendi (sergente maggiore, warrant officer) era il grado più alto che potevano raggiungere gli africani di colore nel corpo britannico dei British King's African Rifles: grado che venne assegnato anche a un giovane Idi Amin Dada nel 1954 prima che diventasse il sanguinario dittatore dell'Uganda.